# 弾 (漫画)
『弾』（AMMO、アモウ）は、山本貴嗣による日本の漫画作品。1998年から2007年にかけて、『ペンギンクラブ』（辰巳出版）、『ヤングペンギン』（同）、『ペンギンクラブ』（同）、『ペンギンクラブ山賊版』（同）、『コミック桃姫』（富士見出版）にて不定期連載された。全50話+番外編1話。単行本は蒼竜社のプラザCOMIXから全5巻。

## 概要
作者の代表作の一つ。同時期に青年誌で連載した『Mr.ボーイ』および『紅壁虎』と同系の、近未来を舞台にした刑事モノ。ドラッグ及び銃器が溢れる社会に対抗する美人女刑事・天羽弾を描く。「天羽弾とシリアル・キラー怨堂一の闘い」、「天羽弾と麻薬密売組織海童との闘い」、「天羽弾と後輩の刑事犬丸のラブストーリー」の3つの筋が複雑に絡み合っている。掲載誌が成年誌ということもあり、青年誌より一歩踏み込んだエロ及びグロ表現が特徴。
当初は『Mr.ボーイ』とのコラボレーションも構想にあったが、諸事情により断念した。

## 設定
神無川県警羽羅磯署（かながわけんけいはらいそしょ）
同県警の中央署には『Mr.ボーイ』の坊翔太郎らがいる。
海童（かいどう/ハイトン）
大陸系中国人と中国系アメリカ人が主体の麻薬密売組織。最新の化学技術と漢方をブレンドしたドラッグで急速にシェアを開拓している。新興組織ということもあり、警視庁のファイルにもその名前が載っていない。日本支部が設立されたものの、地元の暴力団鬼頭組と非常に折り合いが悪い。天羽の策略により日本支部は壊滅するものの、海童自体は日本への再進出の夢を諦めていない。
鬼頭組
地元の暴力団。鬼頭観光株式会社を隠れ蓑にしている。海童日本支部に急速にシェアを奪われ、報復のために討ち入りを考えている。
肉弾猟師会
海童の新薬の人体実験調査集団。会長の猟兵小僧、副会長のゴングマン、大竜（ターロン）を中心にネット掲示板から募った数人によって構成される。女性格闘家を拉致し、山中で新薬の媚薬を打ってから解放。逃げる格闘家を追いかけて次々に犯すという手法を取っている。

## 主な登場人物
天羽弾（あもう はずみ）
神無川県警羽羅磯署の美人刑事。ショートヘアーだが、ハーフウィッグを着けてロングヘアーに見せかけているほか、ネコミミフードも愛用している。「女ダーティー・ハリー」「無敵の女刑事」などの異名を持ち、犯罪者に恐れられる存在。ただし、型破りな捜査及び無鉄砲な発砲をするため、署長からは嫌われている。かつて外交官である父親とともにシルディスタンで生活していたこともある帰国子女（高校の時に帰国）だが、その頃の話をされるのを嫌がる。媚薬を打たれる事が多く、作中後期には媚薬のフラッシュバックに悩まされ、果てにはPSASを発症しながらも職務を全うする。
犬丸（マル）
天羽の後輩の刑事。高校時代から天羽に思いを寄せている。
和邇（わに）
天羽・犬丸の先輩の刑事。
怨堂一（えんどう はじめ）
シリアルキラー。連続婦女射殺事件の犯人。捜査中の天羽を監禁・陵辱するが、局部を撃たれ去勢される。その後、刑務所に収監されるが、また天羽に会う事だけを信じて刑務所での生活を送る。胡桃沢の事件の直後、刑務所火災が起き、表向きには焼死したことになっている。
マリア
海童日本支部が雇っていた殺し屋。かつては弟であり恋人のエドとともに行動していた。エドが天羽に撃たれて死んで以降は、アリサと名乗り一人で活動。天羽の策略で海童日本支部が壊滅する直前に組織を抜け、天羽への復讐に向かい、銃撃戦の末に射殺された。
根呂（ネロ）
海童日本支部の幹部。日本支部設立の立役者だったが天羽にボコボコにされて逮捕される。入院中に「海童が鬼頭組に私達を売った」と誤解したマリアから点滴に毒を混入されて再起不能になる。
南珊瑚（みなみ さんご）
女柔道家。21世紀版のやわらちゃんと呼ばれる柔道界のアイドル。全国大会に備えた山ごもりの最中に、肉弾猟師会に襲われる。
胡桃沢達也（くるみざわ たつや）
怨堂の熱狂的なファン。刑務所内の怨堂と文通や面会を繰り返したのち、自主的に天羽を陵辱しようとするが、囮捜査にかかり、銃撃戦の末に逮捕される。
千夜子ペドロヴァ
武器密売人。天羽のシルディスタン時代を知っている。PSAS発症中の天羽と銃撃戦を繰り広げて一時は追い詰めるものの、射殺された。

## 単行本同時収録作品
- ANTS（ペンギンクラブ山賊版、2002年?）

神無川大学生物学研究室から盗まれた新種の蟻をテーマにしたエログロ作品。被害者として姦学園生活指導教諭白鳥雛子（最終教師）が登場。20ページ。